# Comando de Aeródromo E 24/XII
El Comando de Aeródromo E 24/XII (Flieger-Horst-Kommandantur E 24/XII) fue una unidad de la Luftwaffe durante la Segunda Guerra Mundial.

## Historia
Fue formado el 26 de agosto de 1939 en Geinsheim, como Comando de Aeródromo E Geinsheim. En marzo de 1940 (?) es renombrado como Comando de Aeródromo E 24/XII. En octubre de 1942 es renombrado como Comando de Aeródromo A (o) 205/XII.

## Servicios
- 1939 – 1940: en Geinsheim.
- julio de 1940 – octubre de 1942: en Chartres (Francia).